# الشامية (الكويت)
الشامية، بالإنجليزية (Shamiya) ،هي إحدى مناطق محافظة العاصمة في الكويت. سميت بهذا الاسم لأنها كانت في طريق القوافل الذاهبة إلى الشام، وكان التجار يتجمعون فيها ليشربوا من آبارها، وكان الماء العذب ينقل إلى الكويت ويباع هناك.

## المكونات
تتكون المنطقة من 10 قطع:
- قطعة واحد - إطلالة على الدائري الأول والأبراج على العاصمة وعلى شارع الجهراء ما بين الشويخ والشامية واحد من أغلى الشوارع السكنية في العالم.
- قطعة اثنين - إطلالة على الدائري الأول وعلى طريق الملك فيصل بن عبد العزيز (المطار).
- قطعة ثلاثة - إطلالة على شارع الجهراء ولكن بينهم حديقة عامة حيث إنه لا يوجد منازل على شارع الجهراء مباشرة.
- قطعة أربعة - في نصف المنطقة.
- قطعة خمسة - إطلالة على طريق الملك فيصل بن عبد العزيز (المطار).
- قطعة ستة - في نصف المنطقة.
- قطعة سبعة - إطلالة على شارع الجهراء  ولكن بينهم حديقة عامة حيث أنه لا يوجد منازل على شارع الجهراء مباشرة وإطلالة أيضاً على الدائري الثاني.
- قطعة ثمانية - إطلالة على الدائري الثاني.
- قطعة تسعة - إطلالة على طريق الملك فيصل بن عبد العزيز (المطار) وأيضا على الدائري الثاني.
- قطعة عشرة - حيث تعتبر هي وقطعة واحد قطعة واحدة ولكن يفصل بينهم شارع داخلي صغير وهي تطل على الدائري الأول فقط (قطعة عشرة).

## التسمية
سميت بالشامية لأسباب مختلفة، وهي:
- منطقة زراعية خصبة، كان يقصدها المواطنون للتنزه لخضرتها وجمالها وثمار نباتتها المنوعة مثل شجرة السدر وأعشاب الحمبزان والحوه، ولذلك اعتبر الناس هذه المنطقة كأنها من بلاد الشام فأطلق عليها هذا الاسم.
- منطقة تذخر بآبار المياه الحلوة ومن شدة حلاوة مياهها أطلقوا عليها الشامية.
- منطقة راحة للتجار القادمين من الشام إلى الكويت قبل أن يذهبوا ببضائعهم إلى سوق الصفاة لبيعها فلذلك سميت بالشامية.